# Kabel

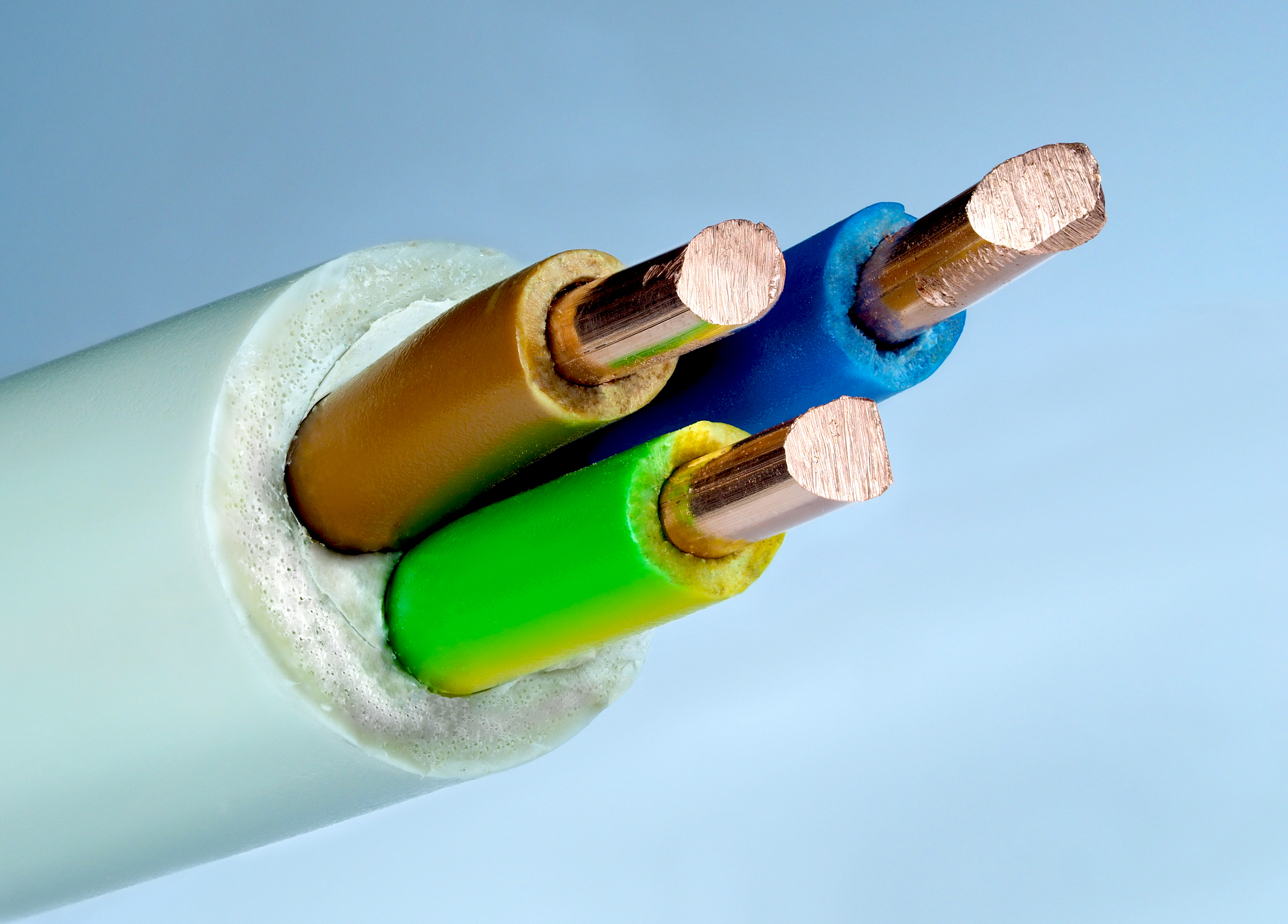
vnitřní část kabelu

Kabel je elektrotechnický prvek, používaný k přenosu elektrické energie a/nebo optických signálů. Obvykle jde o soustavu dvou nebo více elektrovodných nebo optických jader (včetně jejich kombinace), spojených společným pláštěm.

## Typy kabelů
Základní rozdělení kabelů je na silové, slaboproudé (sdělovací, signální, ovládací, datové apod.) a optické (pro vysokofrekvenční přenos dat).
- silové kabely – pro rozvod a přenos výkonové elektrické energie
  - kabel pro pevné uložení do stěn, do elektroinstalačních kanálů, žlabů, lišt
  - lehká šňůra pro pohyblivé přívody domácích spotřebičů a malých strojů
  - těžká šňůra pro přívody velkých strojů a mobilních rozvaděčů
  - závěsný kabel s vloženým ocelovým lankem pro možnost přímého zavěšení na opěry
- sdělovací kabel (elektrický slaboproudý či optický kabel) – pro přenos dat, informací, signálů, povelů aj.
  - stíněný kabel
    - koaxiální kabel

  - kroucená dvojlinka
    - telefonní kabel
    - datový kabel

  - optický kabel

Podle způsobu užití tedy existují kabely pro pevné uložení a pro pohyblivé přívody. Mohou být spirálově zkroucené (jako telefonní šňůra), jednotlivé vodiče mohou být zkrouceny do tvaru šroubovice (tzv. kroucená dvojlinka) apod. Existují kabely odolné vysokým teplotám s izolací ze silikonové pryže i kabely nehořlavé, které si uchovávají funkčnost po určitou dobu i v ohni. Sdělovací kabely jsou často stíněné, aby vyhověly požadavkům na elektromagnetickou kompatibilitu. Izolované vodiče jsou nejdříve společně obaleny vodivou fólií nebo pletivem, potom teprve společným pláštěm. U datových kabelů (STP) může být stíněna každá dvojice vodičů a potom ještě celý kabel. Pro připojení k internetu se používají kabely s kroucenou dvoulinkou (stíněné (STP) nebo nestíněné (UTP)) nebo optické kabely (dříve i koaxiální kabely).

## Složení kabelů
Kabel se obvykle skládá z jednotlivých vodičů obalených izolační vrstvou (takový vodič se nazývá kabelovou žílou), které mohou být uspořádány do souborů. Tyto žíly a jejich soubory mohou být obaleny výplňovou vrstvou pro vylepšení kruhovitosti kabelu. Svrchní vrstvou kabelu je plášť. Může být doplněn dalšími prvky pro zvýšení mechanické odolnosti, elektromagnetické odrušení apod.

### Jádra

#### Materiál jádra
Bude-li vodič sloužit k přenosu silové a signální (sdělovací) elektřiny, je vhodné použít materiál s dobrou vodivostí:
- měď se využívá nejčastěji. Může být holá nebo pokovená (cínem, stříbrem atd.). Její výhodou je kromě vodivosti také vysoká pevnost a houževnatost, se kterou vodič velmi dobře odolává ohybům;
- hliník se používá v menší míře, a to převážně pro energetické aplikace. Oproti mědi má nižší vodivost, ale je mnohem lehčí;
- bronz a mosaz – pro potřeby pevnějších jader s vysokou vodivostí, dříve např. pro telefonní vedení;
- železo v poměděné či pocínované verzi – pro potřeby pevnějších a levnějších jader bez vysokých nároků na vodivost (včetně levných anténních koaxiálů), popřípadě pro přívod k rozbuškám (zbytky takových vodičů lze z těženého materiálu snadno separovat pomocí magnetu);
- konstantan, slitiny niklu atd. – pro aplikace, kde je nutno regulovat nebo přímo využívat elektrického odporu jádra – typicky tedy u vyhřívacích vodičů se samoregulační funkcí.
- uhlíková nit je nekovové jádro, vhodné k přenosu vysokonapěťových výbojů v zapalovacích kabelech u motorů, protože podstatně snižuje elektromagnetické rušení do okolí motoru. Typickým takovým výrobkem byly zapalovací kabely pro zážehové motory, kdy se takovým kabelem vedl výboj v řádku desetitisíců voltů od zapalovací cívky k zapalovací svíčce.

Poznámka k hliníkovým jádrům: Hliník má nižší vodivost než měď. Aby kabel s hliníkovými jádry dokázal přenést stejný proud jako kabel s jádry z mědi, musí mít větší průřez jader i výsledný celkový průměr. Přesto je takový kabel lehčí a levnější než měděný. Nevýhodou hliníku je jeho křehkost, kdy se opakovaným ohýbáním snadno zlomí. V místech připojení hliníku do svorky nebo šroubu se navíc hliník průchodem proudu zahřívá, roztahuje a dochází k jeho plastické deformaci. Při vychladnutí se opět smrští, při opakování vyšších proudových zátěží se tak spoj může postupně uvolnit a zvýšit svůj přechodový odpor. Hliník navíc povrchově oxiduje, přičemž Al2O3 na povrchu je nevodivý a tak dál zvyšuje přechodový odpor. Připojení hliníkových vodičů tak musí být pravidelně dotahováno jako prevence vzniku požáru. Postupně se proto omezilo používání hliníku v běžných instalacích (zejména v domovních rozvodech) a používá se spíše v dálkových rozvodech a průmyslových aplikacích, které jsou pod profesionálním dohledem.

#### Profil jádra
Jádro kabelu mívá většinou kruhový profil, ale ve speciálních případech může mít i tvar jiný.
- Plné jádro: tvořené jedním drátem. Používá se obvykle pro pevné instalace, kde se nepředpokládá pohyb kabelu při používání – například u instalačních kabelů.
  - Kulatý drát má běžný kruhový průřez. Lze se setkat i s označením RE z německého rund, eindrähtig.
  - Sektorový drát má průřez kruhové výseče (též SE z německého sektor, eindrähtig). Takové dráty o přesném geometrickém profilu se používají pro snížení výsledného průměru kabelu, protože žíly do sebe ve skladbě kabelu zapadnou podobně jako dílky pizzy.
- Složené jádro: tvořené více dráty tenčího průřezu, aby byla zvýšena ohebnost výsledného kabelu. Je to nezbytné například u kabelů s průřezy nad 16 mm², které by v případě jednodrátových jader byly natolik tuhé, že by se s nimi nedalo ručně manipulovat. Složeným jádrům do průřezu 16 mm² se slangově říká licna (z německého die Litze).
  - Lanované jádro (též RM z německého rund, mehrdrähtig) může být tvořeno z uspořádaných 7 nebo 19 drátů jako pravidelné lanko, nebo z jiného počtu drátů v nepravidelné geometrii jako sypané lanko.
  - Kartáčové jádro (též RF z německého rund, feindrähtig) je vyrobeno z velkého množství velmi tenkých drátků pro dosažení vysoké ohebnosti výsledného kabelu, například u přívodů k audiovizuální technice.
  - Sektorové jádro (též SM z německého sektor, mehrdrähtig) kombinuje složení z více drátků, lisovaných do přesného geometrického profilu.

#### Průřez jádra
Materiálem a geometrickým průřezem jádra je stanovena jeho maximální proudová zatížitelnost. Pro jádra se používají tzv. jmenovité průřezy, které se nerovnají přesnému geometrickému průřezu, ale musí splnit požadavky na vodivost a průměr podle uznaného standardu (např. EN 60228, IEC 228). U silových vodičů jsou obecně a laicky známé průřezy 0,5 – 0,75 – 1 – 1,5 – 2,5 – 4 – 6 – 10 mm², v profesionální energetice se běžně používají velké průřezy 10 – 16 – 25 – 35 – 50 – 70 – 95 – 120 – 150 – 185 a 240 mm², u sdělovacích vodičů naopak i malé průřezy 0,14 – 0,22 – 0,35 mm², pro speciální účely jsou normalizované i průřezy 0,6 - 0,85 - 2 - 8 mm².
Především v USA a podobných státech se pak používá značení průřezu AWG neboli American Wire Gauge, které namísto rozměru či zatížitelnosti udává redukci průřezu v palcovém systému. Systém AWG je tak převrácený oproti systému metrickému. AWG 1 má průřez cca 42,39 mm², AWG 10 cca 5,26 mm², AWG 20 cca 0,52 mm² a nejvyšší AWG 26 cca 0,13 mm². Protože tento systém je v USA stále používán, existují převodní tabulky, ze kterých lze vyčíst průměr (průřez) vodiče popsaného některým stupněm AWG.

### Izolační vrstva
Materiálem a tloušťkou izolace je stanovena napěťová pevnost kabelu. Chováním izolace v tepelném zatížení je určujícím faktorem při rozdělení kabelů do tzv. tříd teplotní odolnosti.
Izolace na kabelových jádrech má za úkol oddělit od sebe jednotlivá jádra tak, aby nemohlo dojít k jejich nežádoucímu spojení a tedy k elektrickému zkratu. Izolace má tedy pouze technickou, nikoliv bezpečnostní funkci. Nejčastějším materiálem pro výrobu izolace je měkčené PVC, pryž, silikon, polyetylen, EPR, HEPR, HFFR aj.

### Výplňová vrstva
Soubory jednotlivých žil mají obvykle v řezu tvar, který není ideálně kruhový. Proto se na ně nanáší výplňová vrstva, pomocí které se dosáhne téměř ideálního kruhového tvaru. U kabelů pro přenos silové energie to je obvykle lisovaná gumová výplň okolo žil. Mezi jednotlivé žíly lze vložit i výplňovou žílu, obvykle ze skleněného vlákna obaleného stejnými izolačním materiálem, jako u žil. U jiných typů kabelů se výplň obvykle nepoužívá.

### Stínění
Na soubor žil lze aplikovat stínicí vrstvu z vodivého nebo polovodivého matriálu, který zajistí, že elektrický proud uvnitř kabelu nebude mít vliv na okolní prostředí nebo že naopak elektromagnetická pole v okolním prostředí nebudou mít nežádoucí vliv na elektrické signály, přenášené kabelem.
- Opletené stínění: na soubor žil se ve speciálním oplétacím stroji naplétá nekonečná „punčoška“ z navzájem se pravidelně křižujících vodivých drátků.
- Opředené stínění: na soubor žil se ve speciálním opřádacím stroji navíjí souběžné drátky v mnoha nekonečných spirálách.
- Ovinuté stínění: na soubor žil se přikládá vodivá nebo polovodivá páska s příložným drátkem.

### Plášť
Plášť tvoří svrchní část kabelu. Jeho úkolem je držet pohromadě jednotlivé žíly a chránit je před vnějším prostředím (před mechanickým namáháním, slunečními paprsky, chemikáliemi aj.). Obvykle je tvořen podobným materiálem, jako izolace. Proto i jeho materiál musí být volen s ohledem na napěťovou pevnost a tepelnou odolnost výsledného kabelu.

## Teplotní třídy kabelů
Při výběru kabelů pro konkrétní aplikace je nutné vycházet z teploty, která je pro konkrétní stroj, konstrukci nebo prostředí stanovena jako maximální povolená provozní teplota jádra kabelu. Záleží tedy jak na prostředí, tak na hodnotě jmenovitého proudu kabelu, který sám o sobě přispívá k ohřevu jádra kabelu.
Teplotní třídy jsou stanoveny písmenným kódem. V Evropě se používají nejméně dva systémy stanovení teplotní odolnosti, a to buď podle norem IEC pro pevné a pohyblivé instalace a aplikace, nebo podle standardu ISO po motorová vozidla. Je tedy pravděpodobné, že existují i jiné teplotní třídy kabelů v jiných oborech užití.
| Teplota [°C]    | <75 | 75 | 80 | 85 | 90 | 95 | 100 | 105    | 110 | 115 | 120 | 125 | 130 | 135 | 140 | 145 | 150 | 155 | 160 | 165 | 170 | 175 | 180 | 185 | 190 | 195 | 200 | 205 | 210 | 215 | 220 | >220 |
| --------------- | --- | -- | -- | -- | -- | -- | --- | ------ | --- | --- | --- | --- | --- | --- | --- | --- | --- | --- | --- | --- | --- | --- | --- | --- | --- | --- | --- | --- | --- | --- | --- | ---- |
| Třída podle IEC | Y   | Y  | Y  | Y  | Y  | A  | A   | A      | E   | E   | E   | B   | B   | F   | F   | F   | F   | F   | H   | H   | H   | H   | H   | C   | C   | C   | C   | C   | C   | C   | C   | C    |
| Třída podle ISO | 0   | A  | A  | A  | A  | B  | B   | B(105) | C   | C   | C   | C   | D   | D   | D   | D   | D   | E   | E   | E   | E   | E   | F   | F   | F   | F   | F   | G   | G   | G   | G   | H    |

## Barevné značení kabelů
V běžných rozvodech silové energie (nízkofrekvenční do napětí 1 kV) jsou z bezpečnostních důvodů již od 30. let pevně stanoveny barvy izolací podle toho, jakému účelu vodič bude sloužit. Zprvu to bylo (v rozvodech 1×220 V) tak, že černý vodič byl fázový a bílý nulovací, popřípadě přibyl zelený vodič uzemňovací. Postupem času a technickým rozvojem se předepsané barvy měnily.
Harmonizační dokument HD 308 z roku 1975 (převedený do ČR normou ČSN 33 0165) a jeho nová verze HD 308 S2 (ČSN 33 0166 ed.2) stanovují toto barevné značení žil silových kabelů:
| Soustava střídavého napětí                              | barva                     | komentář |
| ------------------------------------------------------- | ------------------------- | --- |
| krajní vodič (fázový) (L, line)                         | černý hnědý šedý oranžový | Pořadí hnědá-černá-šedá je doporučené pořadí barev vodičů jednotlivých fází. U jednofázového rozvodu se černá barva může použít pro stále napájený obvod (od zdroje ke spínači) a hnědá pro dočasně napájený obvod (od spínače ke spotřebiči). Oranžová barva se používá jen pro zvláštní aplikace (např. v rozvodnách). |
| ochranný vodič (zemnicí) (PE, protective earth)         | kombinace žluté a zelené  | |
| střední vodič (nulový) (N, neutral)                     | světlemodrý               | |
| sdružený ochranný vodič (PEN, protective earth neutral) | kombinace žluté a zelené  | Sdružený ochranný vodič by měl v místě připojení svorky mít světlemodré návlečky. |
| Soustava stejnosměrného napětí                          | barva                     | poznámka |
| kladný pól (L+)                                         | červený                   | |
| záporný pól (L-)                                        | tmavomodrý                | Podle čl. 6. 2. 4 v ČSN EN 60445 ed. 5:2018 (novější norma) se pro značení záporného pólu upřednostňuje bílá barva. |
| ochranný (PE)                                           | kombinace žluté a zelené  | |
| prostřední (M, medium)                                  | světlemodrý               | |
| sdružený ochranný vodič (PEM, protective earth medium)  | kombinace žluté a zelené  | Sdružený ochranný vodič by měl v místě připojení svorky mít světlemodré návlečky. |
| Soustava napájecích rozvodů kolejových vozidel          | barva                     | poznámka |
| napájecí vedení                                         | fialový                   | přívod k troleji |
| zpětné vedení                                           | žlutý                     | odvod z koleje |

ČSN 33 0165 zavedla standardy barevného značení žil jako čtyři jednoznačné, pevně stanovené barevné kombinace, které pokrývaly prakticky všechny potřeby elektrotechnických aplikací. Následující písmenné kódy byly společné pro pevné kabely i pohyblivé šňůry:
- A pro kabel obsahující pouze krajní vodiče (tj. černé a hnědé);
- B pro kabel obsahující krajní a ochranný vodič (černé, hnědé a jeden žlutozelený);
- C pro kabel obsahující krajní, ochranný a střední vodič (tj. všechny barvy);
- D pro kabel obsahující pouze pracovní vodiče, tj. krajní a střední.

ČSN 33 0166 zavedla standardy barevného značení obvyklé v zemích EU:
- J pro instalační kabel s ochranným vodičem;
- O pro instalační kabel bez ochranného vodiče;
- G pro pohyblivý kabel s ochranným vodičem;
- X pro pohyblivý kabel bez ochranného vodiče.

Vzhledem k tomu, že obě normy platí souběžně, je možné tvořit soustavy vyhovující jedné, druhé nebo oběma normám. Staré kombinace A, B, C, D jsou sice výslovně uvedeny jako nedoporučované, protože byly nahrazeny novými (například 4B tak byla převedena na 4O, resp. 4X; 3C na 3G resp. 3J apod.), přesto například za kombinace 3B nebo 4C není přímá náhrada.
Navíc, přes veškerou snahu IEC, praxe není (a z komerčních důvodů patrně nikdy nebude) zcela jednotná – například Německo používá v distribuční stejnosměrné soustavě opačné rozlišení pólů, Japonsko a USA mají opačnou funkci šedého a světlemodrého vodiče atd.